# Kourosh Aryamanesh
Kourosh Aryamanesh (persiska: کوروش آریامنش), född Reza Mazluman 1934 i Mashhad, Persien, död 1996 i Paris, Frankrike, iransk författare, politiker och frontfigur för persisk nationalism (så kallad paniranism) under 1900-talets andra hälft. 

## Biografi
Aryamanesh fick sin grundutbildning i Mashhad och läste litteratur vid Tabriz universitet i nordvästra Iran. Han tog sin filosofie kandidatexamen i persisk litteratur vid Tabriz universitet. Han gifte sig därefter med Azadeh Nikbakht och paret fick ett barn. De bosatte sig i Paris där Aryamanesh doktorerade i litteratur vid Sorbonne och sedan i juridik. Hans doktorsavhandling i juridik behandlade strafflagen i islam. 
Aryamanesh drogs tidigt till paniranismen och dess nationalistiska idéer. På 1970-talet flyttade han tillbaka till Iran där han undervisade i juridik vid Teherans universitet och tog anställning vid utbildningsministeriet (Vezarat-e olum) som rådgivare och senare bitr. utbildningsminister. 1978 arrangerade han den första internationella kongressen om kriminologi i Iran.
1982 flydde Aryamanesh till Frankrike undan den iranska revolutionen. Han bosatte sig i Paris där han grundade organisationen Guardians of Iranian Culture (Pasdaran-e Farhang-e Iran) i syfte att hålla den persiska kulturen levande.
Aryamanesh konverterade från islam till zoroastrism och tog sig ett persiskt namn.

## Skriftlig verksamhet
I Frankrike skrev han sina två främsta persiska verk Encyclopedia of Arabic to Persian Terms (Farhang-e Vazheha-ye Tazi be Parsi) i två volymer samt The Treasure of the Persian Glorious Names (Ganjine-ye Namha-ye Shokuhafarin-e Irani), även den i två delar. Det senare verket innehåller mer än 40 000 persiska personnamn. Han skrev även en bok om stening i islam.
Titlar på persiska:
- فرهنگ واژه های تازی به پارسی
- گنجینه نامهای شکوه آفرین ایرانی

## Död
Aryamanesh mördades i Paris den 28 mars 1996. Han sköts till döds av vad många bedömer den iranska statens underrättelsetjänst. Han begravdes på Cimetière du Père-Lachaise i Paris.